# Route 26 (Manitoba)
La Route 26 (PTH 26), aussi connue comme la Chemin Assiniboine Trail, est une route provinciale du Manitoba. Elle débute et prend fin à une intersection avec la route 1. Le terminus ouest se trouve à l'est de Portage la Prairie et le terminus est se trouve au sud-est de Saint-François-Xavier. La route 26 sert de route panoramique alternative entre Portage la Prairie et Winnipeg et longe la rivière Assiniboine.

## Description du tracé
La route 26 débute à l'extérieur des limites de Portage la Prairie à la jonction avec la route 1. La route se dirige vers le nord sur une courte distance avant de prendre la direction nord-est pour emprunter le tracé original de la route 1. Elle longe la rivière Assiniboine et, à Poplar Point, bifurque vers le sud-est, toujours en longeant la rivière. Elle atteint Saint-Fraçois-Xavier et prend fin au sud-est de la communauté alors qu'elle retrouve la route 1.

## Intersections majeures
| Division                | Ville | km    | Destinations                         | Notes                                      |
| ----------------------- | ----- | ----- | ------------------------------------ | ------------------------------------------ |
| No. 9                   |       | 0,00  | PTH-1 – Brandon, Winnipeg            |                                            |
| No. 9                   |       | 17,70 | PR 430 – Saint-Ambroise, Oakville    |                                            |
| No. 10                  |       | 38,30 | PR 248 sud – Saint-Eustache          | Terminus ouest du multiplex avec la PR 248 |
| No. 10                  |       | 39,90 | PR 248 nord – Marquette              | Terminus est du multiplex avec la PR 248   |
| No. 10                  |       | 62,60 | PTH-1 – Portage la Prairie, Winnipeg |                                            |
| - Terminus de multiplex |       |       |                                      |                                            |